# Liste de filme după studio
Acesta este o listă de liste de filme sortate după studioul de film care le-a produs.

## Belgia
- Listă de filme Inti Films

## China

### Hong Kong
- Listă de filme Golden Harvest
- Listă de filme Shaw Brothers

## Franța
- StudioCanal

## Germania
- Listă de filme Tobis Film

## India
- Listă de filme Dharma Productions
- Listă de filme lansate de Eros International
- Listă de filme produse de Shree Venkatesh Films
- Listă de filme Star Studios
- Listă de filme lansate de Yash Raj Films

## Japonia
- Filmografia Art Theatre Guild
- Lista Filmelor Daiei
- Lista de filme Nikkatsu Roman Porno
- Listă de filme Toho

## Regatul Unit
- Gainsborough Pictures
- British and Dominions Film Corporation
- British Lion Films
- British National Films Company
- Butcher's Film Service
- ITC Entertainment
- Hammer Film Productions
- Ealing Studios
- Stoll Pictures
- Two Cities Films

## Statele Unite ale Americii

### Majore
- Warner Bros./Warner Bros. Pictures
  - Warner Bros. Pictures Animation
  - Cartoon Network
  - Hanna-Barbera
  - New Line Cinema
  - Castle Rock Entertainment
  - HBO Films
  - First National Pictures
  - Monogram Pictures / Allied Artists Pictures
  - Max
- Sony/Sony Pictures
  - Columbia Pictures
  - TriStar Pictures
  - Screen Gems
  - Sony Pictures Classics
  - Sony Pictures Animation
- Comcast/Universal Studios
  - Focus Features
  - Illumination
  - DreamWorks Animation
  - Peacock
- Paramount Global/Paramount Pictures
  - Paramount British
  - Republic Pictures
  - CBS
  - Miramax Films
  - Nickelodeon Movies
  - Paramount+
- The Walt Disney Company/The Walt Disney Studios
  - Walt Disney Studios
  - Walt Disney Pictures
  - Walt Disney Animation Studios
  - Pixar
  - Touchstone Pictures
  - Marvel Studios
  - ABC
  - Lucasfilm
  - Hulu
  - Disney+
  - 20th Century Studios
    - Fox Film
    - 20th Century Pictures
    - Searchlight Pictures
    - Blue Sky Studios

### Mini-majore
- Apple Studios
- A24
- Amblin Partners
  - Amblin Entertainment
  - DreamWorks Pictures
- Amazon/Amazon MGM Studios
  - Amazon MGM Studios
  - Metro-Goldwyn-Mayer
    - Metro Pictures

  - United Artists
  - Orion Pictures
  - Amazon Prime Video
  - MGM+
  - Amazon Freevee
  - The Cannon Group
- Lionsgate Studios
  - Lionsgate
  - Summit Entertainment
- STX Entertainment
- Netflix
- Lantern Entertainment
  - The Weinstein Company
  - Dimension Films

### Alte studiouri
- Bleecker Street
- Chesterfield Pictures
- Eagle-Lion Films
- Embassy Pictures
- Film Booking Offices of America
- Full Moon Features
- Grand National Pictures
- Legendary Pictures
- Lippert Pictures
- Neon
- Producers Releasing Corporation
- Relativity Media
- RKO Pictures
- Saban Films
- Tiffany Pictures
- Triangle Films
- Troma
- Vitagraph
- World Film